# Liste katalanisch-spanischer Ortsnamen im katalanischen Sprachgebiet
Im Sprachgebiet des Katalanischen gibt es zahlreiche Ortschaften, die sowohl einen katalanischen als auch einen spanischen Ortsnamen haben.

## Historischer Hintergrund
Seit der Zentralisierung des spanischen Staates zu Beginn des 18. Jahrhunderts wurde in den katalanischsprachigen Gebieten anstelle des vorher üblichen Katalanischen ausschließlich das Spanische (Kastilische) als Amtssprache verwendet, und entsprechend bildete sich auch ein spanischer Ortsnamengebrauch heraus. Für größere Orte wurden dabei oft schon vorher bestehende spanische Exonyme als amtliche Ortsnamen verwendet, für kleinere Orte wurden zumeist die katalanischen Ortsnamen in ihrer damaligen Schreibweise beibehalten und erst im Laufe der Zeit teilweise orthographisch kastilisiert. Infolge der Reform der katalanischen Orthographie durch Pompeu Fabra zu Beginn des 20. Jahrhunderts entstanden weitere zumindest orthographische Unterschiede zwischen den katalanischen und den amtlichen spanischen Ortsnamen, da die neuen Rechtschreibregeln in der amtlichen Toponymie, die offiziell ja spanisch und nicht katalanisch war, keine Berücksichtigung fanden.
Während der Zeit der Zweiten Spanischen Republik 1931–1939 wurde im damals autonomen Katalonien erstmals seit 200 Jahren wieder das Katalanische als Amtssprache verwendet, und die amtliche Toponymie wurde auf die katalanischen Ortsnamen in der der katalanischen Standardorthographie entsprechenden Form umgestellt. In den übrigen katalanischsprachigen Gebieten blieb jedoch damals allein das Spanische Amtssprache.
Unter der Franco-Diktatur 1939–1976 wurde die Verwendung des Katalanischen als Amtssprache wieder untersagt, in den ersten Jahren der Diktatur war auch jeder öffentliche Gebrauch dieser Sprache verboten. Infolgedessen wurden alle zur Zeit der Republik verwendeten amtlichen katalanischen Ortsnamen wieder durch die kastilischen ersetzt. In einigen Fällen wurde auch versucht, zu katalanisch klingende Ortsnamen darüber hinaus noch weiter zu kastilisieren.
Nach der Transition in Spanien, der Wiederherstellung der Autonomie Kataloniens und der Gründung der neuen Autonomen Regionen Balearische Inseln, Valencia und Aragonien im Laufe der Jahre 1977 bis 1983 wurden zunächst in Katalonien, später auch auf den Balearischen Inseln sowie in den katalanischsprachigen Teilen von Valencia und Aragonien alle katalanischen Ortsnamen wieder zu amtlichen Bezeichnungen erklärt. Die Autonomen Regionen befinden über die Toponomastik auf ihrem Gebiet eigenständig. In Katalonien und neuerdings auch auf den Balearen werden heute größtenteils nur noch die katalanischen Ortsnamen amtlich verwendet, in der Region Valencia hingegen meist beide Namensformen. Im katalanischsprachigen Teil Aragoniens ist nach wie vor nur Spanisch Amtssprache, katalanische Ortsnamen sind jedoch zusätzlich zu den spanischen amtlich anerkannt worden.

## Katalonien
| katalanisch                  | spanisch (kastilisch) |
| Alt Empordà (Comarca)        | Alto Ampurdán         |
| Alt Penedès (Comarca)        | Alto Panadés          |
| Alt Urgell (Comarca)         | Alto Urgel            |
| Alta Ribagorça (Comarca)     | Alta Ribagorza        |
| Baix Ebre (Comarca)          | Bajo Ebro             |
| Baix Empordà (Comarca)       | Bajo Ampurdán         |
| Baix Llobregat (Comarca)     | Bajo Llobregat        |
| Baix Penedès (Comarca)       | Bajo Panadés          |
| Castell-Platja d’Aro         | Playa de Aro          |
| Baixa Cerdanya (Comarca)     | Baja Cerdaña          |
| Barcelonès (Comarca)         | Barcelonés            |
| Berguedà (Comarca)           | Berguedá              |
| Cerdanyola del Vallès        | Sardañola del Vallés  |
| Conca de Barberà (Comarca)   | Cuenca de Barberá     |
| Costa Daurada (Landschaft)   | Costa Dorada          |
| Empordà (histor. Landschaft) | Ampurdán              |
| Empuriabrava                 | Ampuriabrava          |
| Empúries (antiker Ort)       | Ampurias              |
| Figueres                     | Figueras              |
| Garrigues (Comarca)          | Garrigas              |
| Garrotxa (Comarca)           | Garrocha              |
| Girona                       | Gerona                |
| Gironès (Comarca)            | Gironés               |
| La Jonquera                  | La Junquera           |
| Llançà                       | Llansá                |
| Lleida                       | Lérida                |
| Miami Platja                 | Miami Playa           |
| Montsià (Comarca)            | Montsiá               |
| Mora la Nova                 | Mora la Nueva         |
| Pla d’Urgell (Comarca)       | Plana de Urgel        |
| Priorat (Comarca)            | Priorato              |
| Ribera d’Ebre (Comarca)      | Ribera de Ebro        |
| Ripollès (Comarca)           | Ripollés              |
| Roses                        | Rosas                 |
| Segrià (Comarca)             | Segriá                |
| La Seu d’Urgell              | Seo de Urgel          |
| Tarragonès (Comarca)         | Tarragonés            |
| Terrassa                     | Tarrasa               |
| Urgell (Comarca)             | Urgel                 |
| Vallès Occidental (Comarca)  | Vallés Occidental     |
| Vallès Oriental (Comarca)    | Vallés Oriental       |
| Vic                          | Vich                  |

## Valencianische Gemeinschaft
| valencianisch (katalanisch)   | spanisch (kastilisch) |
| Alacant                       | Alicante              |
| Alcoi                         | Alcoy                 |
| (El Poble Nou de) Benitatxell | Benitachell           |
| Benicàssim                    | Benicasim             |
| Calp                          | Calpe                 |
| Castelló de la Plana          | Castellón de la Plana |
| Dénia                         | Denia                 |
| Elx                           | Elche                 |
| Gandia                        | Gandía                |
| L’Alfàs del Pi                | Alfaz del Pi          |
| La Nucia                      | La Nucía              |
| La Torre de les Maçanes       | Torremanzanas         |
| La Vila Joiosa                | Villajoyosa           |
| Marina Baixa (Comarca)        | Marina Baja           |
| Orxeta                        | Orcheta               |
| Peníscola                     | Peñíscola             |
| Sagunt                        | Sagunto               |
| València                      | Valencia              |
| Vila-real                     | Villarreal            |
| Vinaròs                       | Vinaroz               |
| Xàbia                         | Jávea                 |
| Xàtiva                        | Játiva                |
| Xixona                        | Jijona                |

## Balearische Inseln

### IbizaundFormentera
| katalanisch (balearisch)    | spanisch (kastilisch) |
| Eivissa (Ciutat d’Eivissa)  | Ibiza                 |
| Sant Agustí des Vedrà       | San Agustín           |
| Sant Antoni de Portmany     | San Antonio Abad      |
| Sant Carles de Peralta      | San Carlos            |
| Sant Francesc de s’Estany   | San Francisco         |
| Sant Joan de Labritja       | San Juan              |
| Sant Jordi de ses Salines   | San Jorge             |
| Sant Josep de sa Talaia     | San José              |
| Sant Llorenç de Balàfia     | San Lorenzo           |
| Sant Mateu d’Albarca        | San Mateo             |
| Sant Miquel de Balansat     | San Miguel            |
| Sant Rafel                  | San Rafael            |
| Sant Vicent de sa Cala      | San Vicente           |
| Santa Agnès de Corona       | Santa Inés            |
| Santa Eulària des Riu       | Santa Eulalia del Rio |
| Santa Gertrudis de Fruitera | Santa Gertrudis       |

### Mallorca
| katalanisch (mallorquinisch)     | spanisch (kastilisch) |
| Andratx                          | Andraitx              |
| Bunyola                          | Buñola                |
| Cala Rajada                      | Cala Ratjada          |
| Costa des Pins / Costa dels Pins | Costa de los Pinos    |
| Marratxí                         | Marrachí              |
| Palma (Ciutat de Mallorca)       | Palma de Mallorca     |
| Peguera                          | Paguera               |
| Platja de Formentor              | Playa de Formentor    |
| Platja de Palma                  | Playa de Palma        |
| Port d’Andratx                   | Puerto de Andraitx    |
| Port de Pollença                 | Puerto de Pollensa    |
| S’Arenal                         | El Arenal             |
| Sant Elm                         | San Telmo             |
| Sant Joan                        | San Juan              |
| Valldemossa                      | Valldemosa            |

### Menorca
| katalanisch (menorquinisch) | spanisch (kastilisch) |
| Ciutadella                  | Ciudadela             |
| Ferreries                   | Ferrerias             |
| Maó                         | Mahón                 |
| Sant Lluís                  | San Luis              |

## Aragón(Franja de Ponent)
| katalanisch        | spanisch (kastilisch) |
| Calaceit           | Calaceite             |
| Tamarit de Llitera | Tamarite de Litera    |
| Vall-de-roures     | Valderrobres          |